# Джеральд Естрада
Джеральд Естрада (справжнє ім'я Андрій Дрововоз; 11 червня 1994, Львів) — український продюсер, автор пісень, режисер, актор та сценарист, засновник гумористичного продакшену “КРІНЖ TV”, музичного продакшену “New Srteams”, студії звукозапису “Art Sound Media”, засновник та співорганізатор щорічного (2019–2021 рр., в подальшому не проводився через російську агресію в Україні) ретро-фестивалю “Game Over Fest”.

## Життєпис
Творчу діяльність розпочав у 2013 році.
20 травня 2013 Андрій разом із Олександром Мананніковим (Saba) і Артуром Лаб'яком (Tur) засновує у Львові український хіп-хоп-гурт «Настрой».
Учасники гурту кілька разів виступали на своїх концертах із Ярмаком.
У 2013 році під псевдонімом «Dran» випустив сольний альбом «Місто бажань».
Учасник культового колективу «Kurwa Matj».
У 2022 році взяв участь і став перемоцем в шоу «Розсміши Коміка».
У 2023 став номінантом престижної музичної премії MUZVAR AWARDS в рубриці «Найкращий автор», як співавтор пісні "Буревіями", ( виконавець- Олег Шумей, Злата Огневич), яка лише  на платформі Ютуб набрала біля 20 мільйонів переглядів за 6 місяців, та стала хітом серед музичних творів в Україні.  .
Окрім того, Джеральд Естрада є продюсером, співорганізатором та учасником численних музичних і гумористичних проєктів.

### Музичні проєкти
- «SHUMEI»[9]
- «Томас Фріз»[10]
- «Томмі Версетті»[11][12][13]
- «MOLBERTA»
- Мак Мельник[14]

### Гумористичні музичні проєкти
- «МС ПЕТЯ»[15]
- «МС СОНЯ»[16],
- «LIL KLEF»
- «ВІА БАЙРАКТАР»[17]
- «ДЖЕРАЛЬД ЕСТРАДА»[18]

### Гумористичні ютуб-проєкти
- «МС ПЕТЯ»
- «Вечірній Джеральд»[19]
- «Не все зразу»[20]
- «Клепка в Голові»[21]
- «Холосцєк»[22]
- «В гостях у Петра Моставчука»[23]
- «Хто такий»[24].